# 喜東灰蝶屬
喜東灰蝶屬（學名：Sithon，英文俗名：Plush）是線灰蝶亞科玳灰蝶族裡的一個屬，分佈於東洋界。有明顯兩性異型。

## 物種
- 美喜東灰蝶 Sithon micea (Hewitson, 1869)
- 喜東灰蝶 Sithon nedymond (Cramer, 1780)

## 腳註
1. ↑  Brower, Andrew V. Z. 2008. Sithon Hübner 1819. Plushes. Version 14 April 2008 (under construction) （页面存档备份，存于）  in The Tree of Life Web Project （页面存档备份，存于）. （英文）

## 外部連結
- 维基共享资源上的相關多媒體資源：喜東灰蝶屬